# Vincze Gábor (labdarúgó)
Vincze Gábor (Ózd, 1976. szeptember 7. –) válogatott labdarúgó.

## Pályafutása
Profi labdarúgó pályafutását a Ferencvárosi TC csapatában kezdte, ahol nem tudta beverekedni magát a csapatba és csak epizódszerep jutott neki. Így kölcsönadták a Gázszer FC-nek, ahova az év után le is szerződött, majd jött a III. Kerületi TUE és a BVSC Budapest. Ezeknél a csapatoknál egy-egy évet töltött. Áttörést jelentett, hogy a Matáv FC Sopron játékosa lett és ment is neki a játék, ezért elvitte a Debreceni VSC, majd onnan a Győri ETO FC. Külföldről is voltak ekkor már érdeklődők, és nem is bírt ellenállni a csábításnak és Skóciába igazolt, majd egy év múlva Cipruson is kipróbálhatta magát. 2007 nyarán a Budapest Honvéd FC játékosa lett, azonban a sorozatos sérülések, és gyenge teljesítmény miatt 2008. május 31-én szerződést bontottak vele. 2008. július 24-én leszerződött a Pest megyei 1. osztályban szereplő Viadukt SE Biatorbágy csapatához, amelyben több, volt élvonalbeli játékos is található.

## Sikerei, díjai
- Magyar bajnokság
  - bajnok: 1995–96
  - 3.: 1996–97

## Statisztika

### Mérkőzései a válogatottban
| Magyarország | Magyarország    | Magyarország                 | Magyarország  | Magyarország | Magyarország | Magyarország | Magyarország | Magyarország |
| #            | Dátum           | Helyszín                     | Hazai         | Eredmény     | Vendég       | Kiírás       | Gólok        | Esemény      |
| ------------ | --------------- | ---------------------------- | ------------- | ------------ | ------------ | ------------ | ------------ | ------------ |
| 1.           | 2005. május 31. | Metz, Stade Saint-Symphorien | Franciaország | 2 – 1        | Magyarország | barátságos   | -            | 46'          |
|              | Összesen        |                              |               | 1            | mérkőzés     |              | 0            | gól          |

## Külső hivatkozások
- Vincze Gábor adatlapja a HLSZ.hu-n (magyarul)
- Profil a footballdatabase.eu-n (angolul)
- Vincze Gábor pályafutásának statisztikái a Soccerbase oldalon (angolul)

```
(angolul)
```

- Vincze Gábor adatlapja a national-football-teams.com-on Archiválva 2011. július 17-i dátummal a Wayback Machine-ben (angolul)